# Leśny Park Przygody

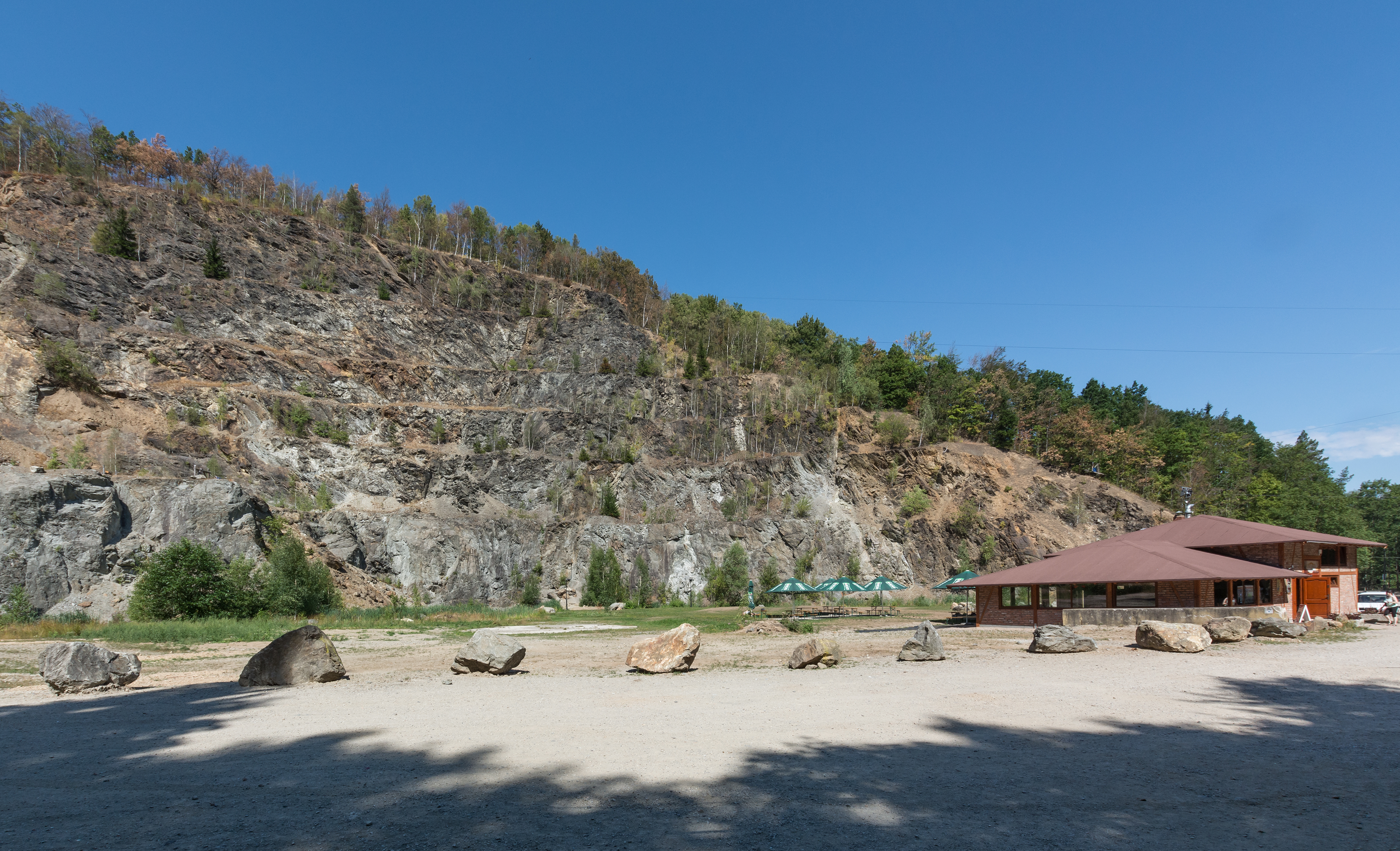
Dawny kamieniołom

Leśny Park Przygody „Skalisko” – teren rekreacyjny (park linowy) w Złotym Stoku, zlokalizowany w jarze nad potokiem Trująca (Złoty Potok) na terenie i w pobliżu byłego kamieniołomu, nieopodal Kopalni Złota. Rozwieszone pomiędzy drzewami na różnej wysokości liny, stałe i ruchome pomosty, siatki są źródłem wielu wrażeń w trakcie ich pokonywania. Trasy i stopień trudności są zróżnicowane i dostosowane do wieku (trasy dla dzieci) i umiejętności uczestników, począwszy od prostego przejścia po pomoście na niewielkiej wysokości nad ziemią, do zjazdu na linie (tzw. tyrolka) o różnej długości – aż do 570 m (tyrolka supergigant) na znacznej wysokości.